# Мачванска бановина
Мачванска бановина (лат. Banatus Machoviensis) била је средњовековна угарска бановина, која је у периоду од друге половине 13. века до краја 15. века (са повременим прекидима) обухватала област Мачву и неке суседне крајеве у ширем захвату Колубаре. Створена је 1272. године, као управна област на челу са баном, кога је постављао угарски краљ. Добила је име по утврђеном граду Мачви, чија локација није тачно утврђена, али се претпоставља да се налазио недалеко од данашњег Шапца. Крајем 15. века, подручје Мачванске бановине спојено је са суседном Београдском бановином.

## Историја
Стварању Мачвнске бановине (1272) претходило је постојање специфичне угарске управне области која је поверавана припадницима и сродницима краљевске династије Арпадовића. Тим просторима је већ током прве половине 13. века управљала Маргарета Угарска, коју су наследили синови Јован и Гијом. Потом је између 1247. и 1254. године створено Мачванско господство, које је угарски краљ Бела IV поверио свом зету Ростиславу Михаиловичу, избеглом руском кнезу, који је носио наслов господара Мачве (лат. Dominus de Macho), док се његов син Бела Ростиславич називао и мачванским војводом. Након његове погибије (1272), област је поверена на управу новоимеовам бану Мачве (лат. banus machoviensis), чиме је на тим просторима установљена Мачванска бановина.
Током историје, бановина је мењала своје границе, а њено постојање је имало и извесне прекиде, у периодима када се подручје Мачве налазило у саставу средњовековних српских држава. Тада су овим простором владали српски краљеви Стефан Драгутин, Стефан Владислав II и Стефан Милутин (1284-1319), а касније и српски деспоти Стефан Лазаревић, Ђурађ Бранковић и Лазар Бранковић (1404-1458). У време османске опасности, мачванским бановима је повремено поверавана војна надлежност и над неким оближњим жупанијама (Сремска, Бачка, Вуковска). Мачванска бановина је постојала до краја 15. века, када је спојена са Суседном Београдском бановином, а читаво подручје касније улази у састав Османског царства (1521).

## Обласни господари Мачве
- Ростислав Михаиловић (1254-1262)
- Бела од Мачве (1262-1272)
- Јелисавета Куманка (1279-1284)
- Стефан Драгутин (1284-1316)
- Стефан Владислав II (1316-1317)
- Стефан Милутин (1317-1319)
- Стефан Лазаревић (1404-1427)
- Ђурађ Бранковић (1427-1456)
- Лазар Бранковић (1456-1458)

## Списак мачванских банова
- Роланд I Ратот (1272-1273)
- Еђед Моносло (1273)
- Јован од Мачве (1273)
- Еђед Моносло (1273)
- Алберт? (1275)
- Угрин Чак (1279)
- Павле Горјански (1320-1328)
- Јован Алшани (1328-1334)
- Никола Остфи (1335-1339)
- Доминик Остфи (1340-1353)
- Андрија Лакфи (1353-1354)
- Никола Чак (1354-1359)
- Никола I Горјански (1359-1375)
- Иваниш Хорват (1375-1381)
- Павле Лишкој (1381-1382)
- Стефан Корођи (1382-1385)
- Иваниш Хорват (1385-1386)
- Јован Банфи (1386-1387)
- Никола II Горјански (1387-1390)
- Стефан Лосонци (1390-1392)
- Ђорђе Лакфи (1392-1393)
- Никола II Горјански (1393-1394)
- Никола Треутел (1394-1397)
- Петар Перењи (1397)
- Францис Бебек (1397-1400)
- Јован Мароти (1398-1402)
- Петар Перењи (1400-1401)
- Стефан и Тома Луђани (1402)
- Ладислав Уљаки (1402-1403)
- Јован Мароти (1402-1410)
- Ладислав и Емерих Уљаки (1410-1418)
- Дезидерије Горјански (1419-1427)
- Јован Мароти (1427-1428)
- Петар Чех (1427-1431)
- Стефан Уљаки (1429-1430)
- Ладислав Горјански (1431-1441)
- Дезидерије Горјански (1431-1438)
- Никола Илочки (1438-1477)
- Михаило Силађи (1456-1458)
- Јоб Горјански (1474-1481)
- Ловро Илочки (1477-1492)

## Sources
- Vasin, Dejana (2019). „Natural Conditions as a Factor of Urbanization of the Lower Posavina in the Middle Ages”. Istraživanja: Journal of Historical Researches. 30 (30): 45—68.
- Динић, Михаило (1949). „О угарском ропству краља Уроша I”. Историски часопис. 1 (1948): 30—36.
- Engel, Pál (2001). The Realm of St. Stephen: A History of Medieval Hungary, 895-1526. London-New York: Tauris.
- Isailović, Neven (2016). „Living by the Border: South Slavic Marcher Lords in the Late Medieval Balkans (13th–15th Centuries)”. Banatica. 26 (2): 105—117. Архивирано из оригинала 12. 12. 2022. г. Приступљено 14. 01. 2022.
- Ivanović, Miloš; Isailović, Neven (2015). „The Danube in Serbian-Hungarian Relations in the 14th and 15th Centuries”. Tibiscvm: Istorie–Arheologie. 5: 377—393.
- Калић, Јованка (1964). „Прилог историји Београдске бановине”. Зборник Филозофског факултета. Београд. 8 (1): 533—540.
- Коматина, Ивана (2021). „О времену напада краља Уроша I на Мачву и његовом заробљавању”. Зборник радова Византолошког института. 58: 73—96.
- Krstić, Aleksandar R. (2016). „The Rival and the Vassal of Charles Robert of Anjou: King Vladislav II Nemanjić”. Banatica. 26 (2): 33—51.
- McDaniel, Gordon L. (1984). „On Hungarian-Serbian Relations in the Thirteenth Century: John Angelos and Queen Jelena” (PDF). Ungarn-Jahrbuch. 12 (1982-1983): 43—50.
- Pálosfalvi, Tamás (2018). From Nicopolis to Mohács: A History of Ottoman-Hungarian Warfare, 1389-1526. Leiden: Brill.
- Рокаи, Петер (2002). „Историја Мађара од најстаријих времена до Мохачке битке 1526. године”. Историја Мађара. Београд: Clio. стр. 7—183.
- Спремић, Момчило (1976). „Деспот Ђурађ Бранковић и Мачванска бановина”. Историјски часопис. 23: 23—37.
- Ћирковић, Сима (2008). „Земља Мачва и град Мачва”. Прилози за књижевност, језик, историју и фолклор. 74: 3—20.
- Fine, John Van Antwerp Jr. (1994) [1987]. The Late Medieval Balkans: A Critical Survey from the Late Twelfth Century to the Ottoman Conquest. Ann Arbor, Michigan: University of Michigan Press.
- Font, Márta (2020). „Rostislav, Dominus de Macho”. Stefan the First-Crowned and His Time. Belgrade: Institute of History. стр. 309—326.
- Харди, Ђура (2009). „Господари и банови оностраног Срема и Мачве у XIII веку”. Споменица Историјског архива Срем. 8: 65—80.
- Харди, Ђура (2011). „О Мачви средином XIII века: Прилог питању статуса Мачве у доба владавине њеног господара Ростислава Михаиловича”. Споменица Историјског архива Срем. 10: 32—44.